# Крещенские купания
Креще́нские купа́ния — народная традиция, существующая в России, Белоруссии, Украине и в некоторых других странах, связанная с купанием в проруби («иордани») или в открытых водоёмах на праздник Крещения Господня (Богоявления) 6 (19) января. Массовое распространение традиция получила после распада СССР.
Традиция не является церковным обрядом и не предписывается церковным уставом. Придумали её не богословы, а простые люди, которые совершают этот обряд исключительно по собственной инициативе.
По мнению представителей Русской православной церкви, повсеместное представление людей об очищении от грехов посредством троекратного погружения в освящённую прорубь-«иордань» является ошибочным:

Грех смывается покаянием. Только тот, кто раскаивается во грехе, то есть, во-первых, приходит на исповедь и, во-вторых, прилагает все силы, чтобы больше не грешить, получает прощение.
— М. Е. Козлов, протоиерей, председатель Учебного комитета Русской православной церкви

## История
Русский писатель А. А. Коринфский в своей книге «Народная Русь. Круглый год сказаний, поверий, обычаев и пословиц русского народа» (1901) писал:
Крещенские морозы слывут самыми жестокими, и недаром: зима собирается об эту пору со всеми силами. Но, несмотря на стужу, с древних времён живёт в народе обычай купаться в крещенской проруби-иордани. Купаются и те, кто святошничал-рядился о Святках, — чтобы очиститься от греховной скверны в освящённой воде; купаются и просто — „для здоровья“. Последнее, однако, далеко-таки не всегда оправдывается на деле.
В день Крещения Господня многие мужчины окунались в прорубь для очищения от грехов, о чём свидетельствуют иностранные писатели и путешественники XVI—XVIII веков. Чаще всего окунались в специальную прорубь для стирки белья ниже по течению от «иордани», где происходило водосвятие. Одна из причин возникновения народной традиции окунаться в прорубь — участие молодых парней в обряде изгнания нечистой силы, когда «…толпа молодых парней верхом на лошадях носилась по всем дворам, била метлами и кнутами по всем тёмным углам и закоулкам с заклинанием, криком и визгом». После этого «…грешные и смелые люди считали своею святою, непременною обязанностью окунуться в прорубь возле „Иордани“ и смыть с себя тяжкие грехи святочных игр, ряженья и маски».
В пятой главе романа-хроники «Соборяне» (1872) Н. С. Лескова в «Демикотоновой книге протопопа Туберозова» есть упоминание о купании в проруби помещицы Плодомасовой 6 января 1838 года на праздник Крещения Господня:

7-е января. Госпожа Плодомасова вчера по водоосвящении прямо во всём, что на ней было, окунулась в прорубь. Удивился! Спросил, — всегда ли это бывает? Говорят: всегда, и это у неё называется «мовничать». Экой закал предивный! Я бы, кажется, и жив от одной такой бани не остался.
— Н. С. Лесков. «Соборяне». 1872 год
В петрозаводской газете от 10 января 1870 года о крещенских купаниях сообщалось, «в праздник Крещения… был порядочный мороз. … Много охотников после водосвятия купались в иордани… Каждый год повторяются крещенские купания, несмотря ни на какой мороз, и обычай этот повсеместен в губернии. Наш народ так привык к этим своеобразным душам, что ему зимнее купание нипочём. Во всю зиму оно еженедельно повторяется».
В «Настольной книге для священно-церковно-служителей» (1913) С. В. Булгакова содержится прямое осуждение крещенских купаний:

В некоторых местах существует обычай в этот день купаться в реках (купаются в особенности те, которые на Святках переряживались, гадали и проч., суеверно приписывая этому купанью очистительную силу от этих грехов). Такой обычай нельзя оправдать желанием подражать примеру погружения в воде Спасителя, а также примеру палестинских богомольцев, купающихся в реке Иордане во всякое время. На востоке для богомольцев это безопасно, потому что там нет такого холода и таких морозов, как у нас.
В пользу такого обычая не может говорить и верование в целебную и очистительную силу воды, освящённой Церковью в самый день крещения Спасителя, потому что купаться зимой значит требовать от Бога чуда или же совершенно пренебрегать своей жизнью и здоровьем.
— С. В. Булгаков. «Настольная книга для священно-церковно-служителей», 1913 год
О крещенских купаниях на Волге пишет Лев Кассиль в своём романе 1938 года «Вратарь республики» (Глава Х, «Иордань»).
О крещенских купаниях православных в проруби реки Сунгари в межвоенном Харбине (Китай) упоминает священник Николай Падерин:
Ежегодно в праздник Крещения Господня в Благовещенский храм устремлялось почти всё православное население города. Отсюда в этот день после Божественной литургии на лёд реки Сунгари выходил объединённый крестный ход пяти ближайших церквей для совершения там Великого водосвятия. … Вот спускается с ледяной кафедры святитель и опускает святой Крест в прорубь реки Сунгари. … Несколько в стороне, в специально изготовленной проруби, десятки людей молодых и пожилых опускаются в освящённую воду с верой в её укрепляющее и исцеляющее болезни действие. Этот день считался поистине общегородским праздником и свидетельством православного торжества веры.
Крещенские купания стали темой для дискуссий в СССР после того как 19 февраля 1949 года в газете «Правда» был опубликован фельетон «Саратовская купель» за авторством Ивана Рябова, где он характеризует состоявшееся 19 января того же года массовое купание верующих на Крещение в Саратове как «порнографическое действо» (некоторые купались без одежды), «глумление над людьми», «обряд, продиктованный идиотизмом старой жизни», в фельетоне были указаны имена и фамилии конкретных «жертв» обряда. Кроме того, представители местных органов власти прямо обвинялись в содействии «дикому обряду»: «Как не совестно землякам Чернышевского идти на поводу у юродствующих кликуш и мракобесов, помогая им воскрешать дикие обряды времён язычества и бога Ярилы! … Граждане этого большого университетского, индустриального города возмущены тем, что произошло в церковный праздник на волжском льду». Доцент экономического института И. Ф. Ломов на обсуждении фельетона на собрании первичной парторганизации упомянул: «На крещение каждый год бывало купание и по поводу этого ничего не писалось, а теперь об этом написана целая статья в „Правде“. Вероятно, ставка в отношении религии стала меняться». Священник Мигунов из Романовского района: «У меня и то купались человек 20 на реке, но никто не захворал… Указанные лица в фельетоне — это лица подставные, а что трёх лет девочка купалась — не верю!». Запрещение на публичное отправление религиозных обрядов в конечном итоге сделали Крещенское купание редким и полузабытым обрядом. Народный обычай мог совершаться лишь в местах удалённых от поселений, например, на некоторых «святых источниках». В месте с тем, начиная с 1960-х годов, благодаря появлению «моржей» сложился позитивный образ зимнего купания, как оздоравливающей процедуры.
Как пишет общественно-политическое интернет-издание «Газета.Ru», «массово сигать в прорубь начали где-то в 1980-х, когда в стране возродился массовый интерес к церкви. Причём тогда это было нечто вроде диссидентского жеста: обошёл крестным ходом храм на Пасху, нырнул в иордань на Крещение — вроде как и показал фигу безбожному государству». По словам протоиерея Владимира Вигилянского: «Ни в исторической литературе о Древней Руси, ни в воспоминаниях о дореволюционной России я не читал, чтобы где-то на Крещение прорубали лёд и купались». По словам священника Филиппа Пономарёва: «В Москве, где я родился и вырос, традиция освящать вырубленную во льду купель массово возобновилась в девяностые годы».
В январе 2016 года протоиерей Виталий Шинкарь из Молдавии говорил: «Сегодня во всех паломнических центрах, монастырях висят объявления, на которых красными чернилами написано: „Купание в источниках“. Что это означает, какую пользу приносит, никто толком не знает, но эта традиция начинает постепенно распространяться и за пределами России. Однажды я видел, как на Афоне, у источника святого Афанасия остановился автобус русских паломников, и все мужчины побежали голышом окунаться. Мимо проходили греки, для которых всё происходящее, конечно, было серьёзным переживанием. А теперь, насмотревшись на русскую действительность, и у нас в Молдавии, и в других странах тоже начались все эти купания и окунания». 19 января 2007 года крещенские купания были впервые проведены в Пекине.
В купаниях в «иордани» на Крещение Господне в Казахстане, вместе со славянами участвуют коренные жители, исповедующие ислам. 19 января 2016 года количество казахов, участвовавших в купании в проруби, в Астане, по некоторым данным, превысило количество славян.
С годами всё больше россиян приобщается к купанию в проруби, если в 2011 году о том, что никогда не участвовали в этом обряде, сообщали 80% опрошенных, то в 2018 году — 73%. В России в 2018 году принять участие в крещенских купаниях изъявили готовность 15% опрошенных. Среди желающих преобладали мужчины (24%), молодые люди от 25 до 34 лет (21%), жители средних и малых городов (по 20%), тогда как женщины (9%), респонденты в возрасте 60 лет и старше проявляли меньший энтузиазм.

## Отношение к традиции и критика

### Со стороны Русской православной церкви
Несмотря на то, что крещенские купания связаны с церковным праздником Крещения Господня, многие представители Русской православной церкви воспринимают эту народную традицию критически.
20 января 2010 года митрополит Воронежский РПЦ МП Сергий (Фомин), совершая водосвятие в строящемся городском храме Святителя Митрофана Воронежского на источнике, назвал крещенские купания «нецерковным обычаем», получившим распространение в последние годы.
20 января 2011 года епископ Домодедовский Евтихий (Курочкин) в связи с распространением обычая написал статью с развёрнутой критикой крещенский купаний по ряду причин:
1. «это неизбежный риск для здоровья»;
2. «купание в освящённой воде противоречит благоговейному отношению к великой святыне»;
3. «крещенское купание — это рассадник суеверия»;
4. «крещенские купания для Русской православной церкви не традиционны, не основаны ни на святоотеческом опыте, ни на святоотеческом наставлении».

Профессор Московской духовной академии и семинарии протоиерей Максим Козлов 16 января 2015 года отметил, что крещенские купания не имеют отношения к церковному уставу и к содержанию праздника Крещения Господня. Он отметил, что «если это совершается из спортивно-показательных побуждений, то это — род „моржевания“, который следует порекомендовать только людям, которые получили справку от врача и физически здоровы. Ни в коем случае не следует рекомендовать подобного рода практики людям, которые находятся в состоянии алкогольного опьянения или имеют принципиальные проблемы со здоровьем».
Епископ Мелекесский и Чердаклинский Диодор (Исаев) 18 января 2017 года не благословил верующих вверенной ему епархии с центром в Димитровграде Ульяновской области купаться на Крещение в проруби. Традицию крещенских купаний он при этом осудил как опасную для жизни и не имеющую отношения к церкви:

После того, как совершается великое освящение воды, начинается странное действо: люди раздеваются и начинают бросаться в прорубь. Ответственно заявляю: прощение грехов в холодной проруби, даже если это освящённая вода, никто ни при каких обстоятельствах не получает. Если бы это было так, я бы первый пошёл купаться в эту прорубь. Прощение грехов мы получаем от Господа при условии, что искренне раскаиваемся и меняем свою жизнь. А не то, что вот кто-то из вас залез в прорубь, а потом вылез из неё, да ещё и водки хряпнул по случаю того, что накупался. Какое прощение грехов? Простите меня конечно, но к Церкви этот обряд никакого отношения не имеет.
— Диодор (Исаев), епископ Мелекесский и Чердаклинский, 18 января 2017 года
Протоиерей Георгий Митрофанов 7 февраля 2017 года заявил: «Для подавляющего большинства приходящих в храмы до сих пор внешнее ритуально-обрядовое благочестие, я бы даже сказал, благолепие, является альфой и омегой церковной жизни. Чего стоят, например, эти богословски бессмысленные и нравственно кощунственные крещенские купания. В рядах этих купальщиков кого только не найдёшь».
Вместе с тем, есть и те клирики, кто положительно относится к крещенским купаниям. 19 января 2015 года Патриарх Московский и всея Руси Кирилл сказал, что те, кто окунулись в крещенскую купель, «не столько к традиции народной приобщились, не столько к обычаю предков, как к чему-то для них самих неведомому», и из этой купели многие стали выходить «другими, почувствовав силу Божественной благодати». Также патриарх Кирилл призвал не относиться с озлоблением к тому, что всё больше людей окунаются в купели в праздник Крещения. 19 января 2018 года епископ Кызыльский и Тувинский Феофан (Ким) сам нырнул в прорубь вместе с главой Республики Тыва Шолбаном Кара-оолом. Как отмечал протоиерей Виталий Шинкарь: «Отношение к крещенским купаниям внутри самой Церкви не имеет единообразия — кто-то практикует купания внутри прихода, даже при участии священников, кто-то категорически против, кто-то смотрит на все происходящее как на народную традицию. А нужно вырабатывать общую церковную позицию, и тогда, хотя бы внутри Церкви, мы сможем честно и единомысленно говорить о крещенских купаниях. А пока что у нас так: один сказал, что окунаться в прорубь хорошо, другой назвал купания великой русской традицией, третий — жидовско-масонской ересью, а четвёртый вообще во всем обвинил проклятую Америку».

### Со стороны врачей
Врачи и учёные предупреждают о ряде опасностей, угрожающих купающимся в ледяной воде:
Если в воду окунуться мгновенно, может быть спазм сосудов всего тела, мышц, кожи, подкожной клетчатки. Из-за этого увеличивается циркуляция крови, и сердце просто-напросто может не справиться с этим потоком. И тогда случается беда в виде стенокардического приступа, инфаркта, инсульта, а у кого-то и остановка сердца может быть. В таких случаях снова завести сердце бывает очень тяжело…

Врач-кардиолог Фаина Лобжанидзе сообщает, что «от погружения в ледяную воду, от перепада температур может остановиться сердце — внезапная аритмогенная смерть действительно возможна. Там два варианта: либо случается спазм голосовых связок, и человек задыхается, либо возникает опасная аритмия. Понимаете, в перегретом из-за жары и физических нагрузок теле сосуды расширены, а в холодной же воде происходит резкий спазм. Из-за сужения сосудов кровь внезапно возвращается к сердцу, моментально повышается артериальное давление».
Также могут обостриться имеющиеся заболевания, возникнуть большие проблемы с ОРВИ, простатитом, с детородными органами (воспалительные заболевания яичников или придатков, непроходимость труб). Купание в ледяной купели может повлечь бесплодие у обоих полов, импотенцию, гломерулонефрит, гематурию и почечную недостаточность, особенно у детей, у которых очень тонкая жировая прослойка.